# Nick Cave (plasticien)
Pour les articles homonymes, voir Cave.
Nick Cave, né le 4 février 1959 à Fulton, ville rattachée à  la métropole de Jefferson City, dans le Missouri est un danseur, styliste, sculpteur, performeur et  installateur et américain qui travaille principalement le tissu.
Ses œuvres les plus connues sont les Soundsuits (costumes sonores), des sculptures de tissu qui peuvent être portées comme des déguisements extravagants. 

## Biographie

### Jeunesse et formation
Après ses études primaires à la George Washington Carver Elementary de Fulton il suit ses études secondaires à la West Junior High School de Columbia puis à la Hickman High School (en) de Columbia, une fois diplômé il est accepté au Kansas City Art Institute de Kansas City dans le Missouri, où il obtient son baccalauréat universitaire (licence) en beaux-arts en 1982,, puis il est accepté à la Cranbrook Academy of Art intégrée à la Cranbrook Educational Community de Bloomfield Hills, dans le Michigan, où il soutient avec succès son Master of Fine Arts (mastère 2 en beaux-arts) en 1989.

### Carrière
Il apprend la danse auprès de la compagnie d'Alvin Ailey. 
Après ses études, il est recruté par l'Art Institute of Chicago où il devient le directeur des programmes de stylisme-modélisme. 
Il confectionne son premier Soundsuit au début des années 1990 en utilisant des fils électriques, des brindilles qu'il a entremêlés à un sous-vêtement en coton fait à la main. Il a continué en utilisant des matériaux les plus divers : tissus, perles, boutons, cheveux tissés, objets en plastiques, jouets, matériaux de récupération, etc. La conception de ses Soundsuits est inspirée aussi bien par les costumes traditionnels de l'Afrique noire que par la haute couture. Puis il est passé à l'utilisation de ces costumes à des combinaisons pour concevoir des installations. 

## Expositions

### Expositions permanentes
Plusieurs musées américains possèdent un ou des Soundsuits de Nick Cave comme :
- le Birmingham Museum of Art, de Birmingham dans l'Alabama[5],
- le Brooklyn Museum, de Brooklyn[6],
- le Crystal Bridges Museum of American Art, de Bentonville dans l'Arkansas[7],
- le Detroit Institute of Arts, de Détroit dans le Michigan[8],
- le High Museum of Art, d'Atlanta en Géorgie[9],
- le De Young Museum, de San Francisco[10],
- le Hirshhorn Museum and Sculpture Garden, de Washington (district de Columbia)[11],
- le Minneapolis Institute of Art, de Minneapolis, dans le Minnesota[12],
- le Mint Museum (en), de Charlotte, dans la Caroline du Nord[13],
- le Montclair Art Museum (en), de Montclair, dans le New Jersey[14],[15],
- le Museum of Fine Arts, de Boston dans le Massachusetts[16],[17],
- le Museum of Fine Arts, de Houston dans le Texas[18],
- le Museum of Modern Art, de New York[19],[20],
- le Nelson-Atkins Museum of Art, de Kansas City, dans le Missouri[21],
- le Norton Museum of Art de West Palm Beach, dans la Floride[22],[23],
- le Orlando Museum of Art (en), d'Orlando, dans la Floride[24],
- le Smithsonian Institution[25],[26],
- le Musée d'Art moderne de San Francisco[27],

### Expositions temporaires
Nick Cave a été invité par de nombreux musées dans le monde pour faire des expositions temporaires de ses Soundsuits ou de ses installations au Danemark, au Royaume-Uni, au Canada, en Nouvelle-Zélande, en Australie,, en Allemagne, en Belgique , Afrique du Sud, en France, etc.

## Prix et distinctions
- 2001 : lauréat du Louis Comfort Tiffany Foundation (en) Award[38],
- 2002 : boursier de Creative Capital (en)[39],[3],
- 2004 : boursier de Creative Capital[40]
- 2006 : lauréat du Joyce Awards, décerné par la Joyce Foundation (en)[40],[3],
- 2006 : lauréat de l'Artadia Award, décerné par Artadia (en)[41],
- 2008 : boursier de la fondation Joan Mitchell[42],